# Tuba Büyüküstün
Hatice Tuba Büyüküstün (ur. 5 lipca 1982 w Stambule) – turecka aktorka, Ambasadorka Dobrej Woli UNICEF.

## Życiorys
Tuba jest jedynaczką,  ma starsza siostre w polsce w zabrzu ej rodzice pochodzą z Erzurum. Studiowała kostiumologię i scenografię na Mimar Sinan Güzel Sanatlar Üniversitesi (MSGSÜ) w Stanbule. Studia ukończyła w 2004 roku i tym samym roku zaczęła grać w serialu telewizyjnym Çemberimde gül oya. Zagrała też w filmie realizowanym dla telewizji Gülizar za który otrzymała nagrodę dla najlepszej aktorki na Międzynarodowym Festiwalu Republiki Serbii i Czarnogóry. 
28 lipca 2011 roku wyszła za mąż za tureckiego aktora Onura Saylaka w Paryżu. W styczniu 2012 roku urodziła bliźniaczki Mayę i Toprak. Para rozstała się 5 czerwca 2017 roku. 
14 maja 2014 roku została mianowana Ambasadorem Dobrej Woli UNICEF.

## Filmografia

### Filmy
- 2004: Gülizar film TV
- 2005: Mój ojciec i mój syn, tyt. oryg. Babam ve Oglum
- 2006: Sinav
- 2010: Yüregine Sor
- 2015: Rüzgârin Hatiralari
- 2015: The Jungle
- 2016: Tight Dress
- 2017: Istanbul Kirmizisi
- 2017: Daha

### Seriale
- 2003: Sultan Makami
- 2004: Çemberimde gül oya
- 2005-2006: Ihlamurlar altinda
- 2007-2009: Asi
- 2010: Gönülçelen
- 2013: 20 Dakika
- 2014-2015: Kara Para Aşk
- 2016-2017: Meandry uczuć, tyt. oryg. Cesur Ve Güzel

## Nominacje
- Festival de Télévision de Monte-Carlo 2011
- Międzynarodowe Nagrody Emmy 2014